# Torneo Femenino Apertura 2001 (Argentina)
El Torneo Femenino Apertura 2001 fue la décima primera edición del Campeonato Femenino de Fútbol organizado por la Asociación del Fútbol Argentino. El equipo campeón fue Boca Juniors, que logró su cuarto título consecutivo y el quinto de su historia. River Plate quedó en segundo lugar a solo un punto de distancia.
Esta edición del torneo inauguró un nuevo formato de competición basado en dos torneos cortos al año,  similar al que se utilizaba en los torneos masculinos, denominados Apertura y Clausura. Con este nuevo sistema la AFA pretendía darle una mayor regularidad a los campeonatos femeninos y conseguir una mayor paridad entre los clubes.
En el transcurso del torneo el equipo campeón, Boca Juniors, tuvo un cambio en su dirección técnica. Hasta la segunda fecha fue dirigido por Raúl Rodríguez Seoane y a partir de la tercera por Carlos Stigliano, que hasta ese momento se había desempeñado como director técnico de Banfield y cuyo puesto  quedó a cargo de  su padre, Juan Carlos Stigliano. En la novena fecha se dio el caso particular en que padre e hijo debieron enfrentarse dirigiendo sus respectivos clubes y empatando 3 a 3.

## Equipos participantes
| Equipo              | Ciudad          |
| ------------------- | --------------- |
| Banfield            | Lomas de Zamora |
| Sportivo Barracas   | Buenos Aires    |
| Boca Juniors        | Buenos Aires    |
| El Porvenir         | Gerli           |
| Estudiantes         | La Plata        |
| Huracán             | Buenos Aires    |
| Independiente       | Avellaneda      |
| Deportivo Laferrere | Laferrere       |
| Los Andes           | Lomas de Zamora |
| Deportivo Morón     | Morón           |
| Platense            | Vicente López   |
| River Plate         | Buenos Aires    |
| Temperley           | Lomas de Zamora |
| Tigre (*)           | Victoria        |
| J.J. Urquiza        | Tres de Febrero |

(*) Tigre se retiró prematuramente del torneo. Según nota publicada por el Diario La Unión, ya en la cuarta fecha se presentía el abandono de Tigre, y en otra nota del mismo diario, correspondiente a la octava fecha, daba cuenta que el club «hace tiempo se retiró del torneo».

### Distribución geográfica de los equipos
| Región                 | Cant. | Equipos |
| ---------------------- | ----- | --- |
| Conurbano bonaerense   | 10    | Banfield, Deportivo Laferrere, El Porvenir, Independiente, Los Andes, Deportivo Morón, Platense, Temperley, Tigre, J.J. Urquiza. |
| Ciudad de Buenos Aires | 4     | Sportivo Barracas, Boca Juniors, Huracán, River Plate.                                                                           |
| Gran La Plata          | 1     | Estudiantes. |

## Sistema de disputa
El torneo se desarrolló según el sistema de todos contra todos, a una sola vuelta y disputándose en total quince fechas.

## Tabla de posiciones
| Pos. | Equipo              | Pts. | PJ | PG | PE | PP | GF | GC | Dif. |
| ---- | ------------------- | ---- | -- | -- | -- | -- | -- | -- | ---- |
| 01.º | Boca Juniors        | 38   | 14 | 12 | 2  | 0  | 82 | 6  | 76   |
| 02.º | River Plate         | 37   | 14 | 12 | 1  | 1  | 70 | 10 | 60   |
| 03.º | Banfield            | 32   | 12 | 10 | 2  | 0  | 69 | 13 | 56   |
| 04.º | El Porvenir         | 30   | 14 | 10 | 0  | 4  | 41 | 15 | 26   |
| 05.º | Independiente       | 29   | 13 | 9  | 2  | 2  | 53 | 13 | 40   |
| 06.º | Huracán             | 24   | 13 | 8  | 0  | 5  | 48 | 27 | 21   |
| 07.º | Estudiantes         | 23   | 14 | 7  | 2  | 5  | 25 | 31 | −6   |
| 08.º | J.J. Urquiza        | 18   | 12 | 6  | 0  | 6  | 27 | 51 | −24  |
| 09.º | Temperley           | 13   | 14 | 4  | 1  | 9  | 12 | 48 | −36  |
| 10.º | Platense (*)        | 11   | 12 | 2  | 2  | 8  | 11 | 36 | −25  |
| 11.º | Sportivo Barracas   | 10   | 10 | 3  | 1  | 6  | 11 | 23 | −12  |
| 12.º | Los Andes           | 7    | 11 | 2  | 1  | 8  | 8  | 53 | −45  |
| 13.º | Deportivo Morón     | 5    | 12 | 1  | 2  | 9  | 3  | 42 | −39  |
| 14.º | Tigre               | 3    | 14 | 1  | 0  | 13 | 2  | 32 | −30  |
| 15.º | Deportivo Laferrere | 0    | 11 | 0  | 0  | 11 | 6  | 68 | −62  |

|  | Campeón. |

Fuente: AFA
(*) Platense figura en la tabla con 3 puntos adicionales a los que matemáticamente le correspondería según sus resultados. En RSSSF hay una versión de la tabla aparentemente corregida, sin embargo aquí se ha respetado la fuente de AFA sin modificación.

## Resultados
Aviso: falta información sobre algunos resultados.

### Fecha 1
|  | Tigre | vs. | River Plate |  |  |

|  | Estudiantes | 2 - 5   | J.J. Urquiza |  |  |
|  |             | Reporte |              |  |  |

|  | Independiente | vs. | Banfield |  |  |

|  | Sportivo Barracas | vs. | Los Andes |  |  |

|  | Huracán | 0 - 6   | Boca Juniors |  |  |
|  |         | Reporte |              |  |  |

|  | El Porvenir | vs. | Platense |  |  |

|  | Deportivo Morón | vs. | Deportivo Laferrere |  |  |

Libre: Temperley

### Fecha 2
|  | Banfield | 6 - 0   | Estudiantes |  |  |
|  |          | Reporte |             |  |  |

|  | J.J. Urquiza | 2 - 1   | Tigre |  |  |
|  |              | Reporte |       |  |  |

|  | Deportivo Laferrere | 1 - 2   | El Porvenir |  |  |
|  |                     | Reporte |             |  |  |

|  | Platense | 0 - 4   | Huracán |  |  |
|  |          | Reporte |         |  |  |

|  | Boca Juniors | 6 - 1   | Sportivo Barracas |  |  |
|  |              | Reporte |                   |  |  |

|  | Los Andes | 1 - 11  | Independiente |  |  |
|  |           | Reporte |               |  |  |

|  | River Plate | 5 - 0   | Temperley |  |  |
|  |             | Reporte |           |  |  |

Libre: Deportivo Morón

### Fecha 3
|  | Temperley | vs. | J. J. Urquiza |  |  |

|  | Tigre | vs. | Banfield |  |  |

|  | Estudiantes | 1 - 0   | Los Andes |  |  |
|  |             | Reporte |           |  |  |

| 15 de julio de 2001 | Independiente   | 2 - 2   | Boca Juniors | Villa Domínico,                      |                                      |
|                     | Mariela Coronel | Reporte | - · -        | Árbitro(s): Cristian Martínez Cuenca | Árbitro(s): Cristian Martínez Cuenca |

|  | Sportivo Barracas | vs. | Platense |  |  |

|  | Huracán | vs. | Deportivo Laferrere |  |  |

|  | El Porvenir | vs. | Deportivo Morón |  |  |

Libre: River Plate

### Fecha 4
| 22 de julio de 2001 | Deportivo Morón | 1 - 4   | Huracán |  |  |
|                     |                 | Reporte |         |  |  |

| 22 de julio de 2001 | Deportivo Laferrere | vs.     | Sportivo Barracas |  |  |
|                     |                     | Reporte |                   |  |  |
| Suspendido.         |                     |         |                   |  |  |

| 22 de julio de 2001 | Platense | 0 - 6   | Independiente |  |  |
|                     |          | Reporte |               |  |  |

| 22 de julio de 2001 | Boca Juniors | 8 - 0   | Estudiantes |  |  |
|                     |              | Reporte |             |  |  |

| 22 de julio de 2001                                                | Los Andes | 1 - 0   | Tigre |  |  |
|                                                                    |           | Reporte |       |  |  |
| No jugado. Victoria adjudicada a Los Andes por ausencia del rival. |           |         |       |  |  |

| 22 de julio de 2001 | Banfield | 6 - 0   | Temperley |  |  |
|                     |          | Reporte |           |  |  |

| 22 de julio de 2001 | J.J. Urquiza | 1 - 4   | River Plate |  |  |
|                     |              | Reporte |             |  |  |

Libre: El Porvenir

### Fecha 5
|  | River Plate | 3 - 3   | Banfield |  |  |
|  |             | Reporte |          |  |  |

|             | Temperley | vs.     | Los Andes |  |  |
|             |           | Reporte |           |  |  |
| Suspendido. |           |         |           |  |  |

|                                                                       | Tigre | P - G   | Boca Juniors |  |  |
|                                                                       |       | Reporte |              |  |  |
| No jugado. Victoria adjudicada a Boca Juniors por ausencia del rival. |       |         |              |  |  |

|  | Estudiantes | 1 - 1   | Platense |  |  |
|  |             | Reporte |          |  |  |

|  | Independiente | 11 - 0  | Deportivo Laferrere |  |  |
|  |               | Reporte |                     |  |  |

|  | Sportivo Barracas | 1 - 1   | Deportivo Morón |  |  |
|  |                   | Reporte |                 |  |  |

|  | Huracán | 2 - 0   | El Porvenir |  |  |
|  |         | Reporte |             |  |  |

Libre: J.J. Urquiza

### Fecha 6
|  | El Porvenir | vs. | Sportivo Barracas |  |  |

| Agosto de 2001 | Deportivo Morón | 0 - 4   | Independiente                                      |  |  |
|                |                 | Reporte | Lucila Sandoval · Mariela Alfaro · Mariela Coronel |  |  |

|  | Deportivo Laferrere | 2 - 4   | Estudiantes |  |  |
|  |                     | Reporte |             |  |  |

|  | Platense | vs. | Tigre |  |  |

|  | Boca Juniors | 8 - 0   | Temperley |  |  |
|  |              | Reporte |           |  |  |

|  | Los Andes | vs. | River Plate |  |  |

|  | Banfield | vs. | J.J. Urquiza |  |  |

Libre: Huracán

### Fecha 7
|  | J.J. Urquiza | vs. | Los Andes |  |  |

| Agosto de 2001 | River Plate | 0 - 3   | Boca Juniors                                        |  |  |
|                |             | Reporte | Rosana Gómez 45' 55' (olímpico) · Miriam Britos 80' |  |  |

|  | Temperley | vs. | Platense |  |  |

|  | Tigre | vs. | Deportivo Laferrere |  |  |

|  | Estudiantes | 0 - 3   | Deportivo Morón |  |  |
|  |             | Reporte |                 |  |  |

| Agosto de 2001 | Independiente | 0 - 3   | El Porvenir | Villa Domínico, |  |
|                |               | Reporte |             |                 |  |

|  | Sportivo Barracas | vs. | Huracán |  |  |

Libre: Banfield

### Fecha 8
|  | Huracán | 1 - 4   | Independiente |  |  |
|  |         | Reporte |               |  |  |

|  | El Porvenir | 1 - 0   | Estudiantes |  |  |
|  |             | Reporte |             |  |  |

|  | Deportivo Morón | 1 - 0   | Tigre |  |  |
|  |                 | Reporte |       |  |  |

|  | Deportivo Laferrere | 1 - 2   | Temperley |  |  |
|  |                     | Reporte |           |  |  |

|  | Platense | 0 - 5   | River Plate |  |  |
|  |          | Reporte |             |  |  |

|  | Boca Juniors | 9 - 0   | J.J. Urquiza |  |  |
|  |              | Reporte |              |  |  |

| Agosto de 2001 | Los Andes | 0 - 10  | Banfield | Villa Albertina,            |                             |
|                |           | Reporte | Teresa Burgos 8' 31' 50' 77' · Alejandra Giménez 31' 90' · Indiana Fernández 45' 76' · Gabriela Morán 55' · Alicia Prado 56' | Árbitro(s): Marcelo Pastori | Árbitro(s): Marcelo Pastori |

Libre: Sportivo Barracas

### Fecha 9
| Septiembre de 2001 | Banfield                                  | 3 - 3   | Boca Juniors                             | Luis Guillón,              |                            |
|                    | Teresa Burgos 87' 89' · Débora Molina 90' | Reporte | Andrea Ojeda 2' · Cecilia Juárez 45' 51' | Árbitro(s): Antonio Máximo | Árbitro(s): Antonio Máximo |

|  | J.J. Urquiza | vs. | Platense |  |  |

|  | River Plate | vs. | Deportivo Laferrere |  |  |

|  | Temperley | vs. | Deportivo Morón |  |  |

|  | Tigre | vs. | El Porvenir |  |  |

|  | Estudiantes | vs. | Huracán |  |  |

|  | Independiente | vs. | Sportivo Barracas |  |  |

Libre: Los Andes

### Fecha 10
|  | Sportivo Barracas | vs. | Estudiantes |  |  |

|  | Huracán | vs. | Tigre |  |  |

|  | El Porvenir | vs. | Temperley |  |  |

|  | Deportivo Morón | vs. | River Plate |  |  |

|  | Deportivo Laferrere | vs. | J.J. Urquiza |  |  |

|  | Platense | vs. | Banfield |  |  |

|  | Boca Juniors | 10 - 0  | Los Andes |  |  |
|  |              | Reporte |           |  |  |

Libre: Banfield

### Fecha 11
| 9 de septiembre de 2001 | Estudiantes | 2 - 2   | Independiente               | La Plata, |  |
|                         | - · -       | Reporte | Nadia Ozuna · Liliana Casas |           |  |

| 9 de septiembre de 2001 | Los Andes | vs.     | Platense |  |  |
|                         |           | Reporte |          |  |  |
| Suspendido.             |           |         |          |  |  |

| 9 de septiembre de 2001 | Temperley | 0 - 5   | Huracán |  |  |
|                         |           | Reporte |         |  |  |

| 9 de septiembre de 2001 | River Plate | 1 - 0   | El Porvenir |  |  |
|                         |             | Reporte |             |  |  |

| 9 de septiembre de 2001 | Banfield | 7 - 0   | Deportivo Laferrere |  |  |
|                         |          | Reporte |                     |  |  |

| 9 de septiembre de 2001 | Tigre | 0 - 1   | Sportivo Barracas |  |  |
|                         |       | Reporte |                   |  |  |

| 9 de septiembre de 2001 | J.J. Urquiza | 4 - 0   | Deportivo Morón |  |  |
|                         |              | Reporte |                 |  |  |

Libre: Boca Juniors

### Fecha 12
|                                                 | Independiente | vs. | Tigre |  |  |
| No jugado a causa de la desafiliación de Tigre. |               |     |       |  |  |

|  | Sportivo Barracas | vs. | Temperley |  |  |

|  | Huracán | vs. | River Plate |  |  |

|  | El Porvenir | vs. | J.J. Urquiza |  |  |

|  | Deportivo Morón | vs. | Banfield |  |  |

|  | Deportivo Laferrere | vs. | Los Andes |  |  |

|  | Platense | 0 - 4   | Boca Juniors |  |  |
|  |          | Reporte |              |  |  |

Libre: Estudiantes

### Fecha 13
|  | Boca Juniors | 8 - 0   | Deportivo Laferrere |  |  |
|  |              | Reporte |                     |  |  |

|  | Los Andes | vs. | Deportivo Morón |  |  |

|  | Banfield | vs. | El Porvenir |  |  |

|  | J.J. Urquiza | vs. | Huracán |  |  |

|  | River Plate | vs. | Sportivo Barracas |  |  |

|  | Temperley | vs. | Independiente |  |  |

|  | Tigre | vs. | Estudiantes |  |  |

Libre: Platense

### Fecha 14
|  | Estudiantes | vs. | Temperley |  |  |

| Noviembre de 2001 | Independiente                    | 2 - 3   | River Plate |  |  |
|                   | Marisol Medina · Mariela Coronel | Reporte | - · - · -   |  |  |

|  | Sportivo Barracas | vs. | J.J. Urquiza |  |  |

|  | Huracán | vs. | Banfield |  |  |

|  | El Porvenir | vs. | Los Andes |  |  |

|  | Deportivo Morón | 0 - 12  | Boca Juniors |  |  |
|  |                 | Reporte |              |  |  |

|  | Deportivo Laferrere | vs. | Platense |  |  |

Libre: Tigre

### Fecha 15
| 25 de noviembre de 2001 | River Plate | 6 - 0   | Estudiantes |  |  |
|                         |             | Reporte |             |  |  |

| 25 de noviembre de 2001 | Los Andes | vs.     | Huracán |  |  |
|                         |           | Reporte |         |  |  |
| Postergado.             |           |         |         |  |  |

| 25 de noviembre de 2001 | Boca Juniors | 2 - 0   | El Porvenir |  |  |
|                         |              | Reporte |             |  |  |

| 25 de noviembre de 2001 | Banfield | vs.     | Sportivo Barracas |  |  |
|                         |          | Reporte |                   |  |  |
| Postergado.             |          |         |                   |  |  |

| 25 de noviembre de 2001 | J.J. Urquiza | 0 - 3   | Independiente |  |  |
|                         |              | Reporte |               |  |  |

| 25 de noviembre de 2001 | Temperley | 1 - 0   | Tigre |  |  |
|                         |           | Reporte |       |  |  |

| 25 de noviembre de 2001 | Platense | 0 - 0   | Deportivo Morón |  |  |
|                         |          | Reporte |                 |  |  |

Libre: Deportivo Laferrere

## Campeón
| XXX                     |
| Boca Juniors 5.º título |